# Stefan Schmitz (Architekt)

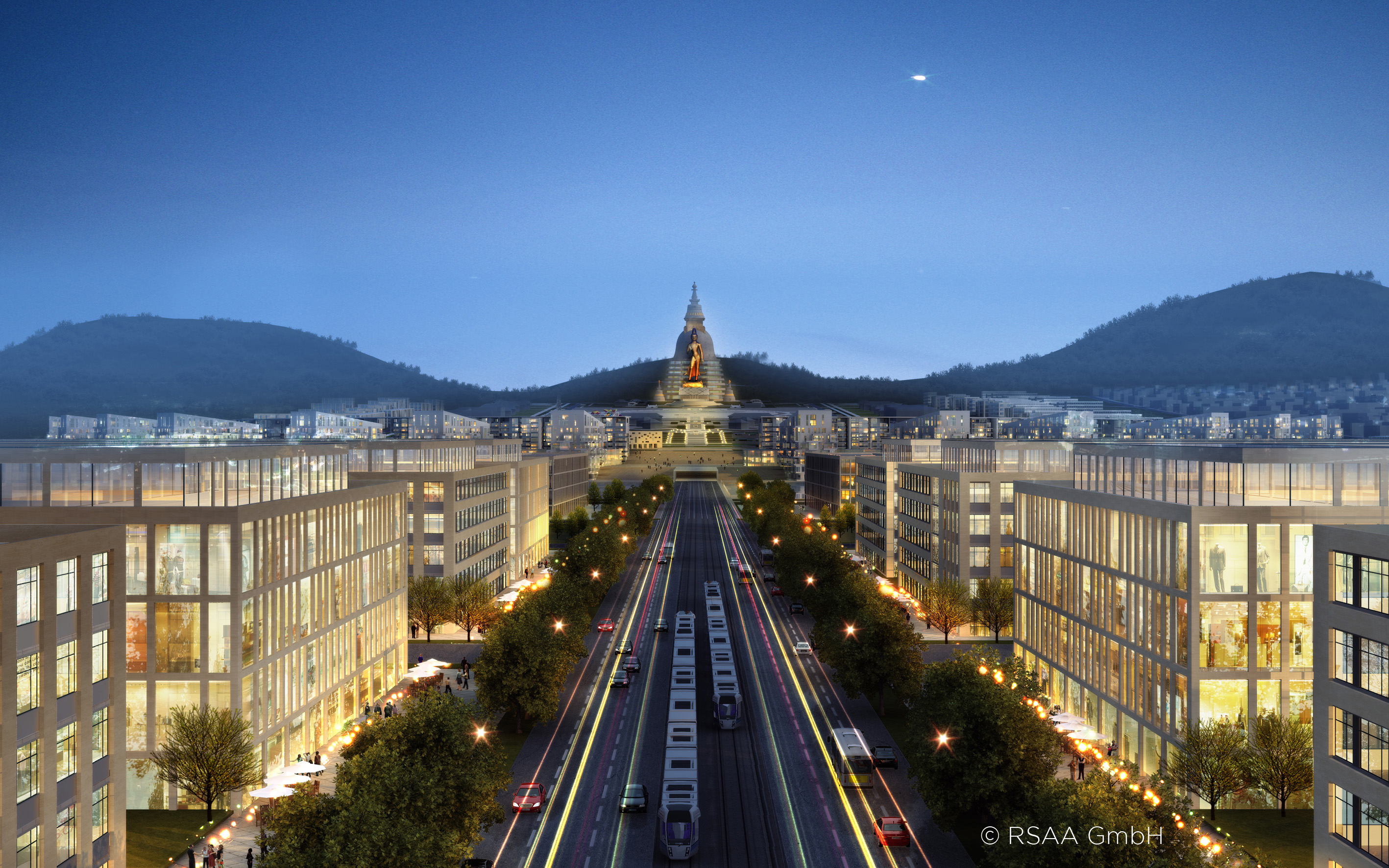
Maidar EcoCity, Hauptverbindungsachse zwischen religiösem und politischem Bezirk

Stefan Schmitz (* 1954 in Frankfurt am Main) ist ein deutscher Architekt und Stadtplaner.

## Leben und Werk
Nach seiner Tätigkeit als freier Mitarbeiter in verschiedenen Architekturbüros – u. a. bei Gottfried Böhm in Paris und Adolfo Natalini (Superstudio) in Florenz – gründete er 1990 Stefan Schmitz BDA Architekten und Stadtplaner in Köln. Bereits am Anfang seiner aktiven Berufslaufbahn wurde er mit dem Förderpreis des Rheinischen Kulturpreises (1993, Gottfried Böhm erhielt zeitgleich den Großen Preis) und dem Förderpreis des Landes Nordrhein-Westfalen für junge Künstlerinnen und Künstler (1991) ausgezeichnet.
Neben zahlreichen Wettbewerbserfolgen und weiteren Projekten im Bereich Architektur, Stadtgestaltung und Städtebau, ist die Entwicklung der mongolischen Planstadt Maidar City unter strengen ökologischen Standards, sein derzeit größtes fortlaufendes Projekt, dessen Entwicklung er noch über viele Jahre begleiten wird. Die Planung wurde 2016 mit „Platin“, dem höchsten Zertifikat der Deutschen Gesellschaft für Nachhaltiges Bauen (DGNB), ausgezeichnet.
Schmitz war Gründungsmitglied der Planungsgruppe Rheinschiene und geschäftsführender Gesellschafter des daraus hervorgegangenen Büros RSAA GmbH, mit dem er seitdem viele Großprojekte in China und der Mongolei entwarf und betreute. Ebenfalls mitbegründet hat er das Architekturforum Rheinland e. V. (AFR). Nach seinem ehrenamtlichen Engagement als Vorsitzender des Gestaltungsbeirats der Stadt Köln und Vorsitzender des Bundes Deutscher Architektinnen und Architekten (BDA) in Köln, wurde er 2008 zum Wirtschaftsbotschafter der Stadt Köln ernannt; 2009 wurde er zum Sprecher der Initiative EcoCity+ für nachhaltige Stadtentwicklung in China und 2010 zum Gastprofessor in Xuzhou (China) berufen. 2018 folgte die Ernennung zum Honorarkonsul der Mongolei (NRW) und in den Beirat der Deutsch-Mongolischen Gesellschaft. Schmitz hält regelmäßig Vorträge zum Thema ökologischer Städtebau auf nationalen und internationalen Konferenzen.

## Auszeichnungen
- „Platin-Zertifikat“ der Deutschen Gesellschaft für Nachhaltiges Bauen (DGNB) für Maidar City
- Rheinischer Kulturförderpreis (mit Gottfried Böhm als Hauptpreisträger)
- Förderpreis des Landes NRW für junge Künstlerinnen und Künstler